# 1464年
| 千纪： | 2千纪 |
| 世纪： | 14世纪 \| 15世纪 \| 16世纪                                                                                 |
| 年代： | 1430年代 \| 1440年代 \| 1450年代 \| 1460年代 \| 1470年代 \| 1480年代 \| 1490年代                           |
| 年份： | 1459年 \| 1460年 \| 1461年 \| 1462年 \| 1463年 \| 1464年 \| 1465年 \| 1466年 \| 1467年 \| 1468年 \| 1469年 |
| 纪年： | 甲申年（猴年）；明天顺八年；越南光順五年；日本寬正五年                                                     |

## 大事记
- 2月23日——明憲宗朱見深繼位成為明朝第9任皇帝，翌年改元成化。
- 8月14日——羅馬教宗庇護二世去世。
- 8月30日——保祿二世當選羅馬教宗。

## 出生
- 11月19日－後柏原天皇

## 逝世
- 2月23日——明英宗朱祁鎮，明朝的第6位和第8位皇帝，明宣宗朱瞻基長子，景泰帝朱祁鈺異母兄，明憲宗朱見深之父。
- 8月1日——科西莫·德·麥地奇，義大利文藝復興時期著名的佛羅倫斯僭主，被佛羅倫斯政府授予了他「國父」的稱號。
- 8月14日——庇護二世，1458年開始擔任羅馬主教。
- 薛瑄